# 田村元
田村 元（たむら はじめ、1924年〈大正13年〉5月9日 - 2014年〈平成26年〉11月1日）は、日本の政治家。
衆議院議長（第66代）、通商産業大臣（第46・47代）、運輸大臣（第48代）、労働大臣（第33代）、衆議院議員（当選14回）、自由民主党国会対策委員長（第26代）などを歴任。

## 来歴・人物
三重県松阪市（旧・大足村）に生まれる。父親の田村秢は、弁護士出身で三重県会議員を経て、1942年（昭和17年）の翼賛選挙で衆議院議員に当選した。
旧制三重県立宇治山田中学校を経て、1950年（昭和25年）に慶應義塾大学法学部卒業。中外炉工業、三重交通勤務と中学校の代用教員を経て、参議院議員の前田穣の秘書となる。
1953年、衆議院三重2区（当時）から立候補するが落選。1955年（昭和30年）の衆議院議員総選挙に再度立候補し、当時最年少の30歳で当選した（当選同期に愛知揆一・椎名悦三郎・唐沢俊樹・高村坂彦・渡海元三郎・丹羽兵助など）。
当初は大野伴睦派に所属し、自由党と日本民主党の保守合同の際には裏方として活動し、自由民主党が結党されると青年部長に就任。1960年（昭和35年）に建設政務次官、1962年（昭和37年）に労働政務次官を務めた。
1964年（昭和39年）6月に大野が死去。その後派閥は村上勇派と船田中派に分裂し、田村は村上派に所属する。1972年（昭和47年）の佐藤栄作引退を受けての自由民主党総裁選挙では村上派を引き継いだ水田派をまとめ、田中角栄を支持し、同年7月、第1次田中角栄内閣で労働大臣として初入閣した。労相在任中に田中首相と労働界首脳の間の接着剤として会議を設けたり、週休二日制や定年の延長などの問題に取り組んだ。
1975年6月、同じ水田派の江﨑真澄と共に田中派に入る。
1976年7月27日、ロッキード事件で田中が逮捕される。このとき田村は「しまった！」との声を上げたと言われている。同年12月、福田赳夫内閣において運輸大臣に就任。
1977年に新東京国際空港（現・成田国際空港）年内開港を打ち出した福田赳夫の意向を受け、地元との調整などに尽力した（→成田空港問題）。目途がついた11月28日に、成田空港の開港日を1978年3月30日とする運輸省告示を出した後、その日行われた内閣改造で福永健司と運輸大臣を交代する（年内開港は様々な事情により実現できなかったが、年度内開港には漕ぎつけられた。しかし、開港予定日の4日前に成田空港管制塔占拠事件が発生してしまい、実際の開港日は1978年5月20日となった）。 
当初、二階堂進の側近を任じるも、次第に距離を置くようになり、派内で「田村グループ」を形成する。1982年に退陣表明した鈴木善幸首相の後継総裁選びでは鈴木、福田、二階堂による会談が行き詰まる中、無関係な国会対策委員長の田村が「中曽根総理・福田総裁」案を提示したが、これを拒否した中曽根が予備選で勝利。後に田村は「福田総裁なんてとんでもない、と思った角さん（田中角栄）が中曽根さんに『絶対に受けるな』と言って、中曽根さんが蹴ったというのが内幕だ」と明かしている。
田中が脳梗塞で倒れたあと、奥田敬和と共に中間派をまとめ竹下派に合流した。第3次中曽根内閣で通商産業大臣に就任。続く竹下内閣でも再任した。
竹下内閣総辞職後、総理の要請を受けるが断り、1989年（平成元年）6月2日、予算案強行採決を巡る国会混乱の引責で原健三郎衆議院議長、多賀谷真稔副議長が辞任したことで、後任の衆議院議長に選出される。消費税導入に伴う衆議院の解散による第39回衆議院議員総選挙後、議長職は櫻内義雄に回り、自民党最高顧問となる。
1994年（平成6年）、死刑廃止を推進する議員連盟の初代会長に就任する。1996年（平成8年）の第41回衆議院議員総選挙には「自分は旧三重2区の人々に支持されてきたのであり、次の選挙で（今までの支持者を半分に）分けることは出来ない」と小選挙区制になることを嫌って出馬せず、政界を引退。甥の田村憲久が地盤を継承した。連続当選14回（中選挙区制でのトップ当選連続13回は三木武夫と並び最高記録）。2004年（平成16年）に松阪市の名誉市民に選ばれる。議員引退後は元国会議員で構成される前議員会の会長に選ばれ、長きに渡り会長を務めていた。
2014年（平成26年）11月1日、老衰のため、渋谷区内の病院で死去。90歳没。没後に従二位に叙され、衆議院より弔詞が捧呈された。

## エピソード

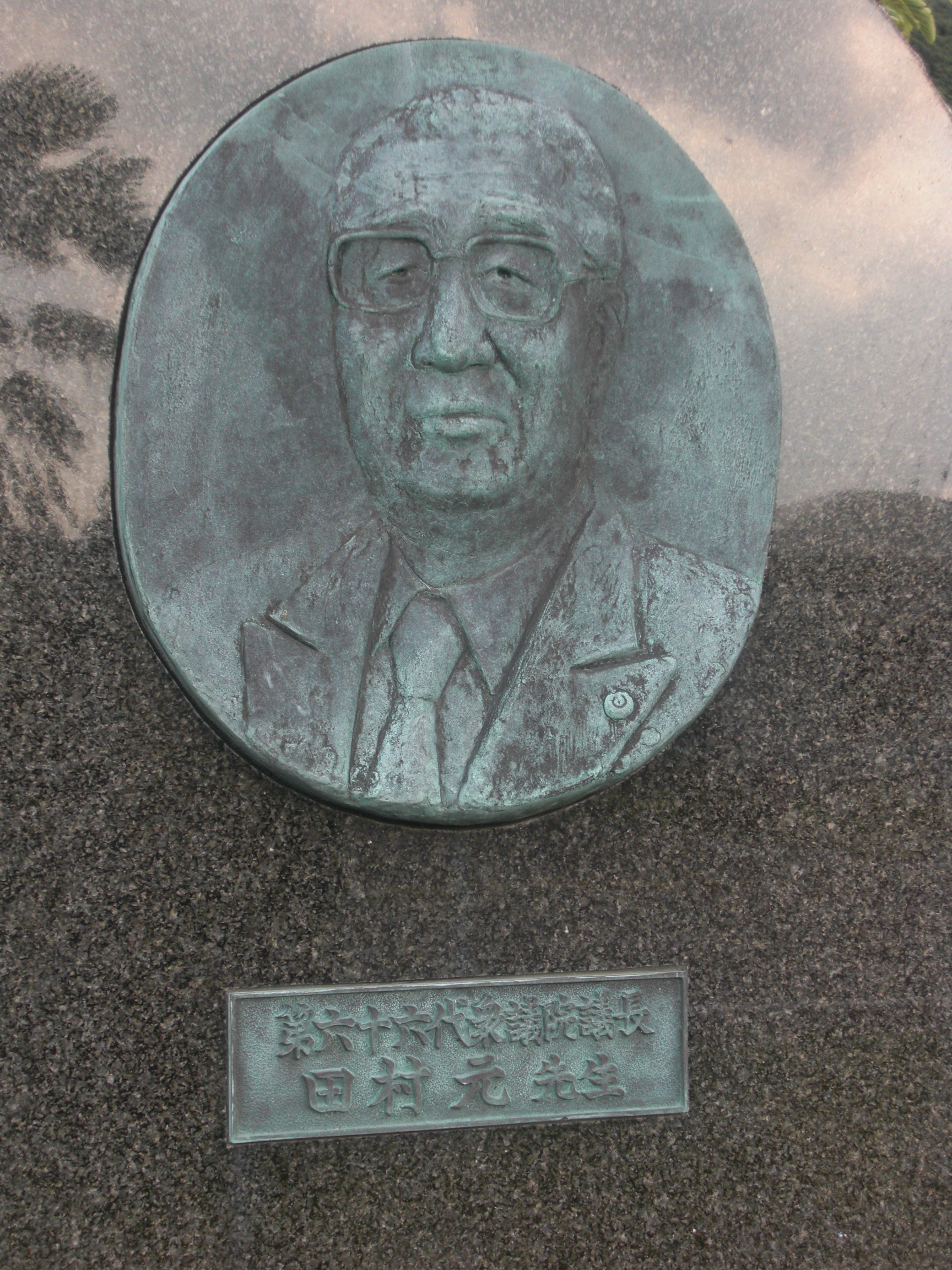
答志島の桃取港修築記念碑に刻まれた田村元

- 親しい者からは「タムゲン」と呼ばれていた[18]。
- 自由党と日本民主党との合同の打ち合わせを、大野伴睦の命令で三木武吉などと交渉。自民党になる秘密会合を開く際は、両党の党首が同じ料亭で会っているのがマスコミにバレないよう、前後に建つ別々の料亭に入ってもらい、両境の塀を「あとできちんと弁償するから」と自らノコギリで壊し、表で待つ新聞記者に分からないように秘密の通路を作った[19]。
- 運輸大臣として、千葉港と成田空港を結ぶ航空燃料パイプライン敷設を差し止めていた荒木和成千葉市長に「おそらく人口急増に悩む千葉市長として、あなたの頭の中は"あれもやりたい、これもやりたい"ということが、渦のように駆け巡っているでしょう。それを一人の頭の中に入れておかないで、全部さらけ出してくださいよ。田村元と佐藤文生が、なにがなんでも協力しますから。十年先、二十年先の千葉市を、三人でつくりあげましょうや」と語りかけ、話し合いを続けた結果、問題解決（開港直後は鉄道を併用した暫定輸送、後に本格パイプラインの稼働）の道筋をつけた。田村は新聞のインタビューで「成田で勉強した最大のものは、国家権力を背景に押しつけてもなにもできない。地元と、そのプロジェクトのプラス、マイナスをとことん話しあってみなければならないということだなあ」と語っている[18]。
- 上述のとおり精力的に成田空港問題に取り組んでいた田村であったが、「どうもこの秋の内閣改造で首（運輸相ポスト）がチョンになりそうだ。一年任期の大臣では腰を据えてしみじみ仕事ができない」と嘆いていた[20]。
- 三重県鳥羽市神島や答志島では田村への感謝から島民がお金を出し合って田村の像を島に建てた。
- 『ホトトギス』平成25年3月号に、稲畑汀子による選句が掲載された[21]。
- 田中角栄から金を受け取らなかったのは金丸信、竹下登、田村の3人だった。「だから（田中に）警戒された」と田中派幹部に言われた[22]。
- 趣味は読書[1][2]、碁[4]。宗教は神道[1][2]。住所は三重県松阪市茶与町[1]、東京都渋谷区松濤1丁目[2][4][8]。

## 家族・親族
田村家
- 父・秢（1894年 - 1991年、弁護士、衆議院議員） - 住所は三重県松阪市茶与町[4]、同市垣鼻町[6][7]
- 弟・憲司[4][6]（1931年 - 2021年、日本土建名誉会長、ZTV代表取締役社長）
- 妹[6]
- 妻、長女、二女、三女[1][2][4]
- 甥・憲久（自民党衆議院議員、第16・23代厚生労働大臣、1964年 - ）
  - 同娘・真子（TBSテレビアナウンサー）

親戚
- 長女の夫・盛山正仁（自民党衆議院議員、第30代文部科学大臣）

## 選挙歴
| 当落                          | 選挙                   | 施行日         | 選挙区    | 政党       | 得票数  | 得票率 | 得票順位 /候補者数 | 比例区 | 比例順位 /候補者数 |
| ----------------------------- | ---------------------- | -------------- | --------- | ---------- | ------- | ------ | ------------------ | ------ | ------------------ |
| 落                            | 第26回衆議院議員総選挙 | 1953年4月19日  | 旧三重2区 | 無所属     | 22,630  | 8.6    | 7/9                | -      | -                  |
| 当                            | 第27回衆議院議員総選挙 | 1955年2月27日  | 旧三重2区 | 自由党     | 36,818  | 13.3   | 3/10               | -      | -                  |
| 当                            | 第28回衆議院議員総選挙 | 1958年5月22日  | 旧三重2区 | 自由民主党 | 65,758  | 22.6   | 1/10               | -      | -                  |
| 当                            | 第29回衆議院議員総選挙 | 1960年11月20日 | 旧三重2区 | 自由民主党 | 87,461  | 32.1   | 1/7                | -      | -                  |
| 当                            | 第30回衆議院議員総選挙 | 1963年11月21日 | 旧三重2区 | 自由民主党 | 75,340  | 25.6   | 1/9                | -      | -                  |
| 当                            | 第31回衆議院議員総選挙 | 1967年1月29日  | 旧三重2区 | 自由民主党 | 75,308  | 24.5   | 1/9                | -      | -                  |
| 当                            | 第32回衆議院議員総選挙 | 1969年12月27日 | 旧三重2区 | 自由民主党 | 83,953  | 26.6   | 1/6                | -      | -                  |
| 当                            | 第33回衆議院議員総選挙 | 1972年12月10日 | 旧三重2区 | 自由民主党 | 112,343 | 37.6   | 1/5                | -      | -                  |
| 当                            | 第34回衆議院議員総選挙 | 1976年12月5日  | 旧三重2区 | 自由民主党 | 91,022  | 30.0   | 1/5                | -      | -                  |
| 当                            | 第35回衆議院議員総選挙 | 1979年10月7日  | 旧三重2区 | 自由民主党 | 105,850 | 34.7   | 1/5                | -      | -                  |
| 当                            | 第36回衆議院議員総選挙 | 1980年6月22日  | 旧三重2区 | 自由民主党 | 102,876 | 32.2   | 1/5                | -      | -                  |
| 当                            | 第37回衆議院議員総選挙 | 1983年12月18日 | 旧三重2区 | 自由民主党 | 79,584  | 25.2   | 1/7                | -      | -                  |
| 当                            | 第38回衆議院議員総選挙 | 1986年7月6日   | 旧三重2区 | 自由民主党 | 104,966 | 32.6   | 1/5                | -      | -                  |
| 当                            | 第39回衆議院議員総選挙 | 1990年2月18日  | 旧三重2区 | 自由民主党 | 81,446  | 23.8   | 1/6                | -      | -                  |
| 当                            | 第40回衆議院議員総選挙 | 1993年7月18日  | 旧三重2区 | 自由民主党 | 91,200  | 27.7   | 1/5                | -      | -                  |
| 当選回数14回 （衆議院議員14） |                        |                |           |            |         |        |                    |        |                    |

## 栄典
- 1989年5月8日：イタリア共和国功労勲章カヴァリエーレ・ディ・グラン・クローチェ
- 1994年11月3日：勲一等旭日桐花大綬章[23]
- 2014年11月1日：従二位

## 著書
- 『政治家の正体』 講談社、1994年6月

## 関連人物
- 梅川文男：元の家庭教師をしていた。同じ中学の先輩にあたる。1957年に第6代松阪市長となる。

| 議会            | 議会                                             | 議会              |
| --------------- | ------------------------------------------------ | ----------------- |
| 先代 原健三郎   | 衆議院議長 第66代：1989年 - 1990年               | 次代 櫻内義雄     |
| 先代 竹下登     | 衆議院予算委員長 1979年 - 1980年                 | 次代 小山長規     |
| 先代 内田常雄   | 衆議院大蔵委員長 1968年                          | 次代 田中正巳     |
| 先代 森山欽司   | 衆議院建設委員長 1966年                          | 次代 森下國雄     |
| 公職            |                                                  |                   |
| 先代 渡辺美智雄 | 通商産業大臣 第46・47代：1986年 - 1988年         | 次代 三塚博       |
| 先代 石田博英   | 運輸大臣 第48代：1976年 - 1977年                 | 次代 福永健司     |
| 先代 塚原俊郎   | 労働大臣 第33代：1972年                          | 次代 加藤常太郎   |
| 党職            |                                                  |                   |
| 先代 田沢吉郎   | 自由民主党国会対策委員長 第26代：1981年 - 1982年 | 次代 小此木彦三郎 |
| その他の役職    |                                                  |                   |
| 先代 斎藤昇     | 三重県遺族会会長 第6代：1972年 - 2000年          | 次代 谷嘉昭       |